# Modibo Diakité
Modibo Diakité, född 2 mars 1987 i Bourg-la-Reine, är en fransk fotbollsspelare som spelar för Ternana.